# Каролинин дукат
Каролинин дукат (лат. Aloeides carolynnae, енгл. Carolynn's copper) је врста инсекта из реда лептира (Lepidoptera) и породице плаваца (Lycaenidae). 

## Распрострањење
Ареал врсте је ограничен на једну државу. 
Јужноафричка Република је једино познато природно станиште врсте.

## Угроженост
Ова врста се сматра рањивом у погледу угрожености врсте од изумирања.